# Lex Luger
För andra betydelser, se Luger (olika betydelser).
Lawrence "Larry" Wendell Pfohl, mer känd under artistnamnet Lex Luger (även The Narcisist), född den 2 juni 1958, är en före detta amerikansk fribrottare och tidigare kroppsbyggare. Luger brottades i World Wrestling Entertainment (då Federation) och i World Championship Wrestling och var ansedd som ett av toppnamnen i branschen. I mars 2025 blev Luger invald i WWE Hall of Fame.

## Professionell karriär

### NWA
1987 ingick Luger i teamet Four Horsemen i wrestlingligan NWA. Så småningom gick han över till att brottas solo och vann NWA USA-titeln 3 gånger och vann tag team-titeln tillsammans med Barry Windha. 

### WCW (första omgången)
1990 gick Luger över till WCW där han vann USA-titeln mot Stan Hansen.

### WWF
1993 gjorde Luger debut i WWF under namnet The Narcisist på galan Royal Rumble med Bobby "The Brain" Heenan som manager. På Wrestlemania 9 vann Luger över Mr. Perfect. Den 4 juli på USA:s nationaldag gjorde Luger en body slam på den dåvarande WWF-titelhållaren Yokozuna som vägde över 250 kg. På Summerslam samma år vann Luger över honom men fick inte titeln eftersom han vann på uträkning utanför ringen.

### WCW (andra omgången)
1995 återvände Luger till WCW där han direkt blev ett av de största namnen. Han vann WCW team-titeln 2 gånger, en gång med Sting och en gång med The Giant. Han blev WCW-mästare en gång till då han besegrade legenden Hulk Hogan. Senare gick han med i det stora teamet Wolfpack och vann USA-titeln av Bret Hart. 

### TNA
2003 gick Luger till TNA för att hjälpa sin gamla kompis Sting men genomförde endast några matcher.

## Kontroverser
Luger har blivit dömd för några småbrott, främst drogrelaterade, men är känd för att ha misshandlat sin dåvarande flickvän Elizabeth Hulette som även hon var känd inom wrestlingen. Elizabeth dog kort därefter av en misstänkt överdos, även Luger befanns vara påverkad och dömdes till ett kortare fängelsestraff.